# Piccola circolazione

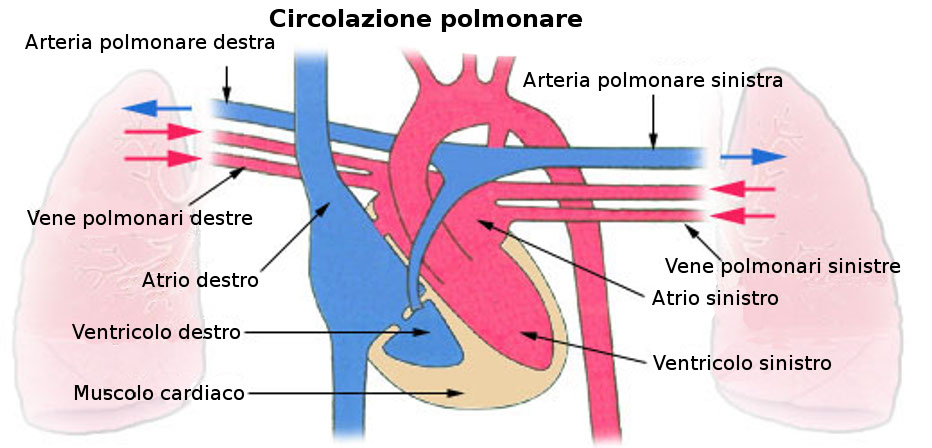
Diagramma del sistema di circolazione polmonare

La piccola circolazione, anche detta circolazione polmonare, è il circuito di vasi che parte dal ventricolo destro del cuore, si capillarizza a livello degli alveoli polmonari e  torna al cuore nell'atrio sinistro tramite le vene polmonari, che trasportano il sangue appena ossigenato. 

## Descrizione
La piccola circolazione offre resistenze emodinamiche molto minori rispetto a quelle della circolazione sistemica; questo è il motivo per cui, nonostante la portata dell'aorta sia uguale a quella delle arterie polmonari, il cuore destro sia più debole e abbia pareti più sottili. Il sangue venoso parte dall'atrio destro del cuore e viene spinto nel ventricolo destro e di qui nell'arteria polmonare che lo porta nei polmoni. 
Bisogna qui sottolineare che vene ed arterie della piccola circolazione trasportano rispettivamente sangue arterioso e sangue venoso (contrariamente alla grande circolazione). 
Anche la piccola circolazione si divide in arterie sempre più piccole e sottili che arrivano infine agli alveoli polmonari dove cedono anidride carbonica e ricevono ossigeno introdotto con la respirazione. Dall'atrio sinistro il sangue viene spinto nel ventricolo sinistro e da lì nella grande circolazione. 
Il sistema venoso del piccolo circolo ha origine dalle reti capillari alveolari, a cui seguono le valvole e le vene che raggiungono l'ilo polmonare. 
I capillari alveolari, oltre ad assolvere la funzione respiratoria, permettono la nutrizione del parenchima polmonare; la vascolarizzazione dell'albero bronchiale è invece assicurata dalle arterie bronchiali che appartengono alla circolazione sistemica.